# Nie kłam, że kochasz mnie
Nie kłam, że kochasz mnie è il primo singolo lanciato dalla colonna sonora del film polacco Nie kłam, kochanie. Il brano è cantato da Ewelina Flinta, artista polacca che ha vinto la prima stagione del talent show Pop Idol, in duetto con Łukasz Zagrobelny.

## Classifiche
| Classifica (2008) | Posizione massima |
| ----------------- | ----------------- |
| Europa            | 51                |
| Polonia           | 1                 |